# Tiro con l'arco ai II Giochi europei
Le gare di tiro con l'arco ai II Giochi europei si sono disputate dal 21 al 27 giugno 2019 a Minsk.
Il programma prevedeva 8 competizioni: tre maschili, tre femminili e due miste. Per la prima volta sono state introdotte tre gare di arco compound. Le gare delle specialità olimpiche (tutte tranne quelle di compound) sono valide per la qualificazione a Tokyo 2020.

## Podi

### Uomini
| Evento      | Oro                                                          | Argento                                                     | Bronzo                                                |
| Individuale | Mauro Nespoli                                                | Steve Wijler                                                | Pablo Acha Gonzalez                                   |
| A squadre   | Francia Pierre Plihon Thomas Chirault Jean-Charles Valladont | Paesi Bassi Sjef van den Berg Jan van Tongeren Steve Wijler | Italia Marco Galiazzo Mauro Nespoli David Pasqualucci |
| Compound    | Michael Schloesser                                           | Gilles Seywert                                              | Mario Vavro                                           |

### Donne
| Evento      | Oro                                                     | Argento                                                          | Bronzo                                             |
| Individuale | Tatiana Andreoli                                        | Lucilla Boari                                                    | Gabriela Bayardo                                   |
| A squadre   | Gran Bretagna Sarah Bettles Naomi Folkard Bryony Pitman | Bielorussia Karyna Dzëminskaja Karyna Kazloŭskaja Hanna Marusava | Danimarca Randi Degn Maja Jager Anne Marie Laursen |
| Compound    | Toja Ellison                                            | Natalia Avdeeva                                                  | Sophie Dodemont                                    |

### Misto
| Evento          | Oro                                 | Argento                                      | Bronzo                                  |
| A squadre miste | Italia Lucilla Boari Mauro Nespoli  | Gran Bretagna Naomi Folkard Patrick Huston   | Germania Michelle Kroppen Cedric Rieger |
| Compound        | Russia Natalia Avdeeva Anton Bulaev | Paesi Bassi Sanne de Laat Michael Schloesser | Turchia Yeşim Bostan Evren Çağıran      |